# Cuir de kangourou

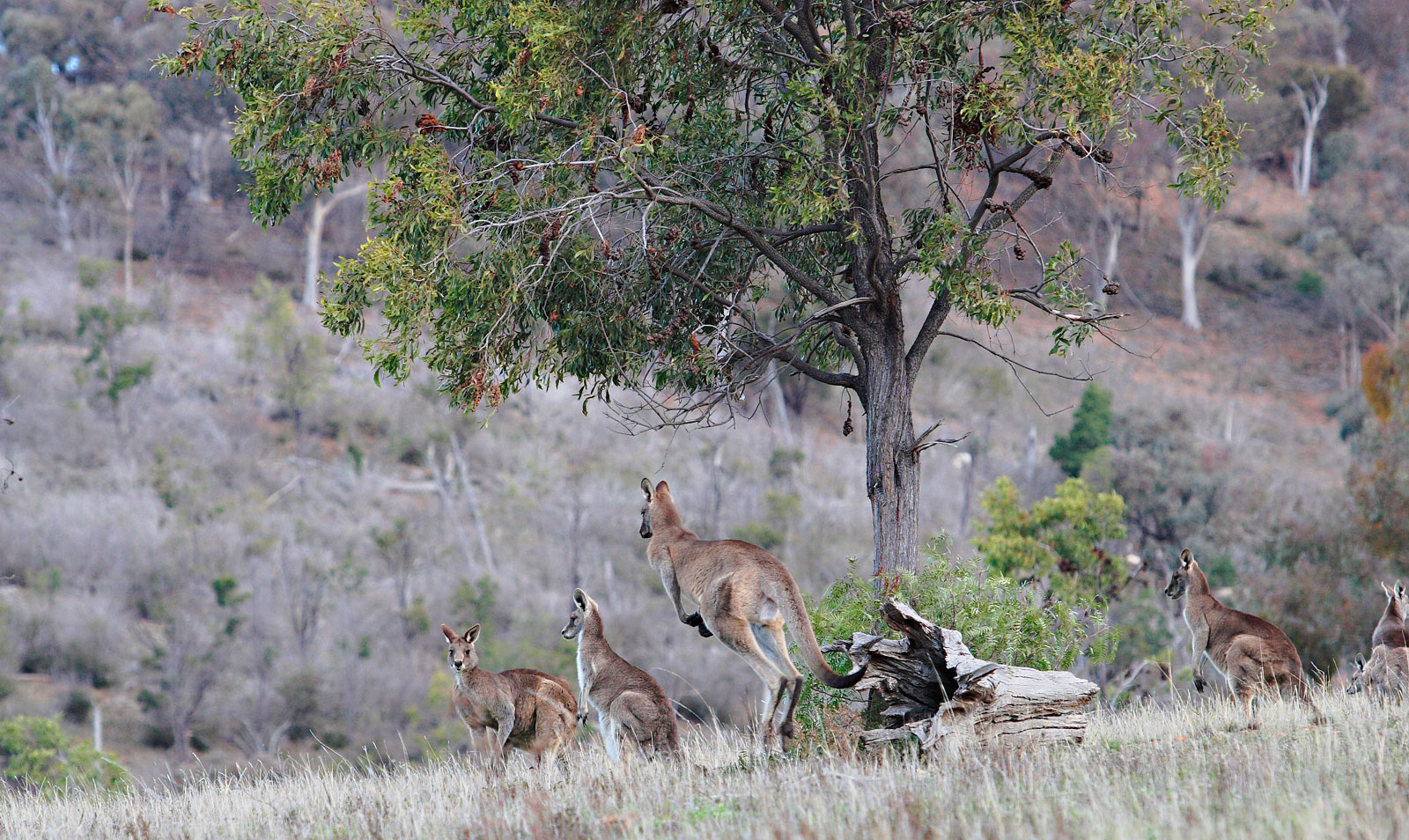
Groupe de kangourous géants.

Le cuir de kangourou est un type de cuir résistant et léger provenant de la peau du kangourou.
Lorsque les kangourous sont abattus,, à la fois leur viande et leur peau sont vendues. Bien que la plupart des espèces de macropodes soient protégées de la chasse par la loi, un nombre restreint d'espèces de grande taille et existant en grand nombre peuvent être tuées par les chasseurs professionnels. Cette politique a été critiquée par certains militants de la faune ; Il faut savoir qu'il existe aussi dans certains pays des élevages de kangourous.

## Utilisation

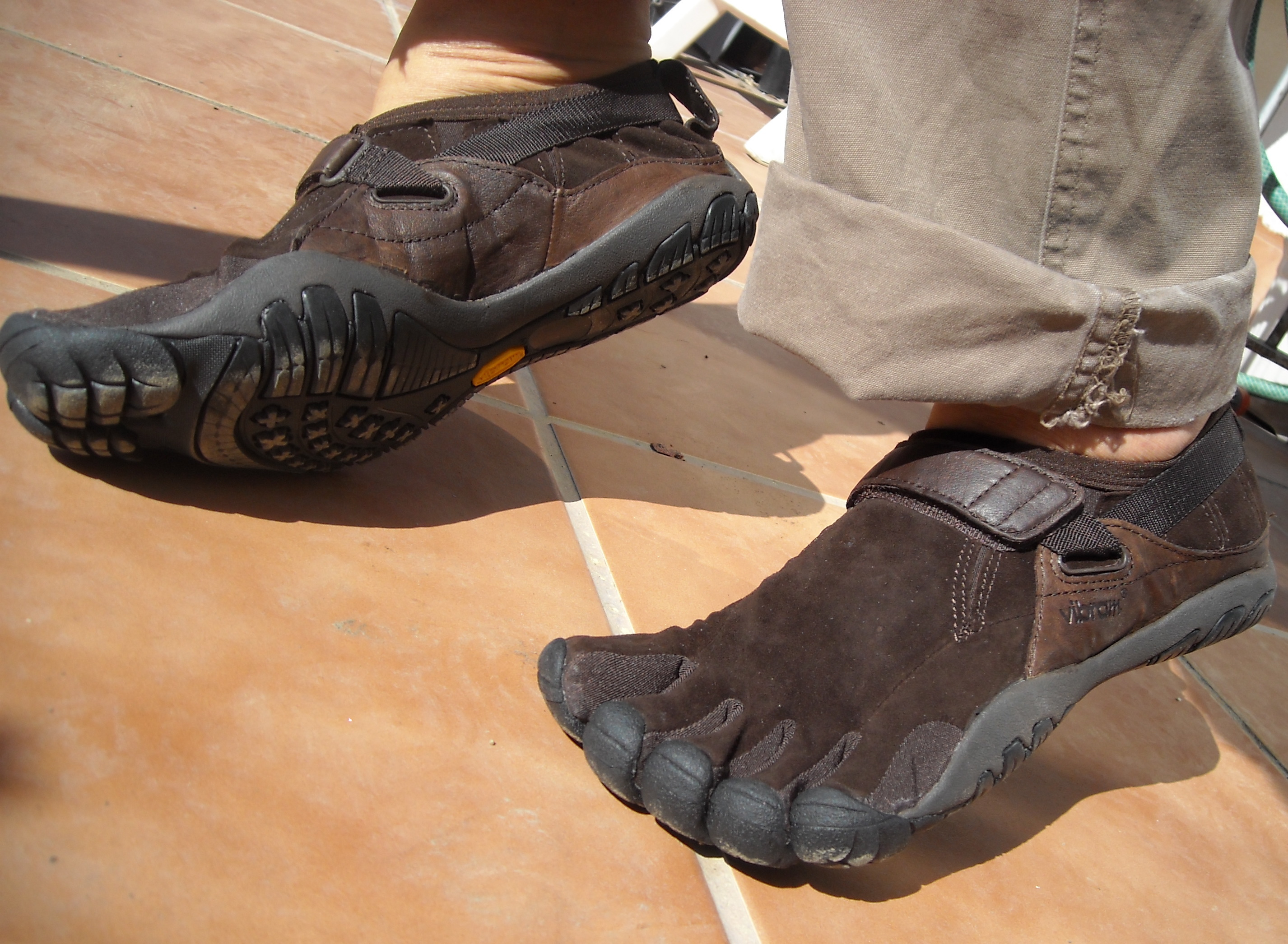
Chaussures faites en cuir de Kangourou.

Le cuir de kangourou est utilisé pour une grande variété de chaussures. Sa structure unique lui permet d'être coupé très finement (l'épaisseur de la peau), mais de conserver tout de même une grande résistance.
Le cuir de kangourou est aussi très employé dans la fabrication de cuirs pour motards et d'autres usages, tels la garniture intérieure de voitures, les bottes militaires et certains accessoires de mode,.
Le cuir de kangourou est un matériau de choix pour les fabricants de fouets, car les bandes peuvent être coupées finement pour garder le fouet souple, sans affaiblir sa durabilité.

## Propriétés
Des études menées par la Commonwealth Scientific and Industrial Research Organisation (CSIRO) australienne confirment que le cuir de kangourou est l'un des meilleurs cuirs connu,.
Même lorsqu'il est découpé en fines bandes, le cuir de kangourou conserve une très grande force de traction par rapport au cuir de veau. Lorsqu'il est réduit à 20 % de son épaisseur initiale, il conserve entre 30 et 60 % de sa force de traction ; le cuir de veau réduit à 20 % de son épaisseur initiale ne garde que 1 à 4 % de sa force.
Le cuir de kangourou est plus léger et plus résistant que le cuir de vache ou de chèvre. Il a 10 fois plus de résistance à la traction que le cuir de vache et est 50 % plus résistant que le cuir de chèvre.
Les études de la morphologie de cuir de kangourou aident à expliquer ses propriétés particulières.
Les fibres de collagène des peaux de bovins sont disposées selon un motif complexe. Les fibres sont souvent à des angles de 90 degrés à la surface de la peau. La peau des bovins contient également des glandes sudoripares, des tendons et un taux variable d'élastine, concentrée dans la partie supérieure de la peau. La peau de kangourou est constituée de fibres disposés parallèlement ; elle ne contient pas de glandes sudoripares et l'élastine est uniformément répartie dans toute l'épaisseur de la peau. Cette l'homogénéité structurelle explique à la fois sa plus grande force de traction, et une meilleure conservation de ces propriétés à petite échelle.

## Aspects environnementaux
L'industrie australienne du kangourou produit une gamme de viandes et de produits en cuir provenant d'animaux prélevés dans la nature sous le strict contrôle du gouvernement. Celui-ci s'assure que la chasse est à la fois durable et sans cruauté.
Un large groupe d'écologistes australiens soutiennent cette industrie comme étant à la fois durable et respectueuse de l'environnement. Beaucoup avancent que les kangourous, qui sont endémiques de l'Australie, sont moins dévastateurs que les ovins et les bovins. Les kangourous ont en particulier deux avantages écologiques majeurs sur leurs homologues introduits : "leur meilleure adaptation écologique est liée à l'aridité de l'Australie. Les kangourous ont développé une petite poitrine, et ont donc besoin de moins d'eau pour respirer que les mammifères placentaires, qui doivent en général détendre leur diaphragme. Cela signifie qu'ils perdent plus d'humidité en respirant, et qu'ils ont donc besoin de plus d'eau. Les kangourous ont juste besoin de se balancer légèrement pour que le mouvement ouvre et contracte leurs poumons, c'est une utilisation optimale de leurs muscles. De même, leurs pattes larges sont beaucoup plus douces pour le sol, et ne le compactent pas, comme les sabots des bovins et des ovins. À la place, ses sauts laissent de très petites traces en forme de bol  dans la surface de l'argile sèche du sol, qui permettent aux graminées indigènes transportées par le vent de s'y installer. Ces traces concentrent l'humidité qui pourrait tomber et que les graines utiliseront pour germer. Ainsi, les kangourous appauvrissent l'eau à un rythme plus lent que les bovins et les ovins, et sont totalement capables de vivre sans irrigation. Les arguments écologiques en faveur des kangourous contre les moutons et le bétail européen d'élevage sont convaincants, mais les principales objections sont le manque de docilité du kangourou et ses plus faibles taux de reproduction. Les kangourous sont sinon consommés dans la plupart des états d'Australie.
Plusieurs entreprises du secteur du luxe s'engagent à ne plus utiliser ce produit.